# Denis François Lefebvre
Pour les articles homonymes, voir Lefebvre.
Denis François Lefebvre est un homme politique français né le 8 avril 1796 à Thionville-sur-Opton (Seine-et-Oise) et décédé le 14 août 1867 à Rambouillet (Seine-et-Oise).
Maitre de postes à Rambouillet, il est député de Seine-et-Oise de 1848 à 1849, siégeant avec les républicains modérés et votant souvent avec la droite.

## Sources
- « Denis François Lefebvre », dans Adolphe Robert et Gaston Cougny, Dictionnaire des parlementaires français, Edgar Bourloton, 1889-1891 [détail de l’édition]